# Ionel Brătianu
Ion (Ionel) Brătianu, född 20 augusti 1864 och död 24 november 1927, var en rumänsk politiker. Han var son till Ion Brătianu och bror till Vintila Brătianu.

## Biografi
Efter utbildning till ingenjör i Frankrike återvände Brătianu hem, blev deputerad 1895, och innehade flera ministerposter i Dimitrie Sturdza ministärer 1896-97 och blev 1909 första gången ministerpresident, och samtidigt det liberala partiets chef. Som regeringschef kvarstod Brătianu till 1911 men var vid första världskrigets utbrott åter konseljpresident. Brătianu tillhörde den ententevänliga fraktionen i Rumänien men visade inte sina sympatier öppet förrän 1916, då han ställde sitt land mot sina forna allierade. Efter att 1916 och 1917 ombildat ministären nödgades Brătianu i februari 1918 lämna den politiska ledningen åt general Alexandru Averescu men återvände till makten i december samma år. Som Rumäniens förste delegerade vid fredskonferensen i Paris 1919 vägade han underteckna S:t Germaintraktaten som för Rumänien otillfredsställande. I samband härmed avgick han och tillhörde oppositionen fram till januari 1922, då han efterträdde Take Ionescu som ministerpresident. Två månader senare lät han utlysa nya val, som genom hänsynslösa metoder gav liberala partiet 2/3 av platserna i deputeradekammaren. Han kvarstod som regeringschef till 1926, sedan ministären rekonstruerats några gånger, då han avlöstes av ett kabinett under Alexandru Averescu, som ansågs vara ett liberalt skenkabinett och vars parlamentariska ställning var svag. I juni 1927 bildade Brătianu åter en ministär, som han ledde fram till sin död 24 november. Han styrde under denna sista period närmast med diktatorisk myndighet.
Under Brătianus mångårig långa regeringstid genomfördes en författningsreform 1923, en jordreform samt judarnas rättigheter förbättrades avsevärt.